# Альцай
Альцай (нем. Alzey) — город в Германии, районный центр, расположен в земле Рейнланд-Пфальц.
Входит в состав района Альцай-Вормс. Население составляет 17 681 человек (на 31 декабря 2010 года). Занимает площадь 35,21 км². Официальный код — 07 3 31 003.
Город подразделяется на 4 городских района.

## Фотографии

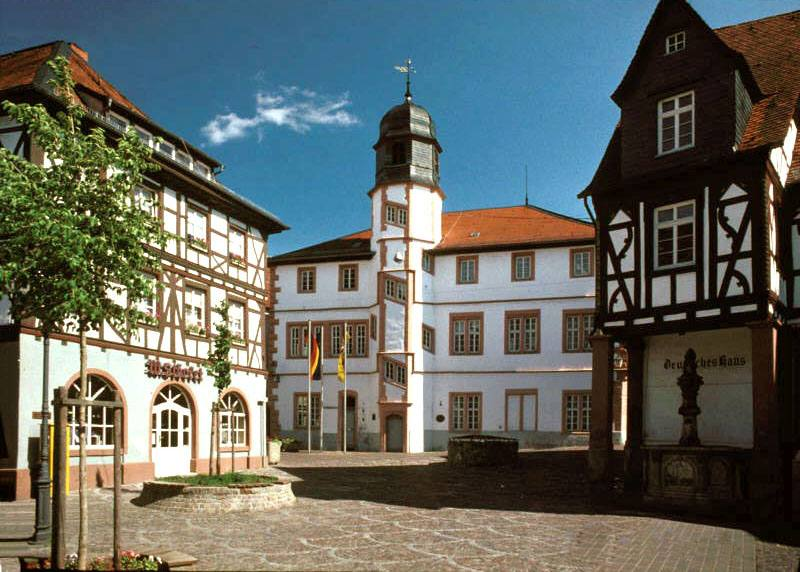
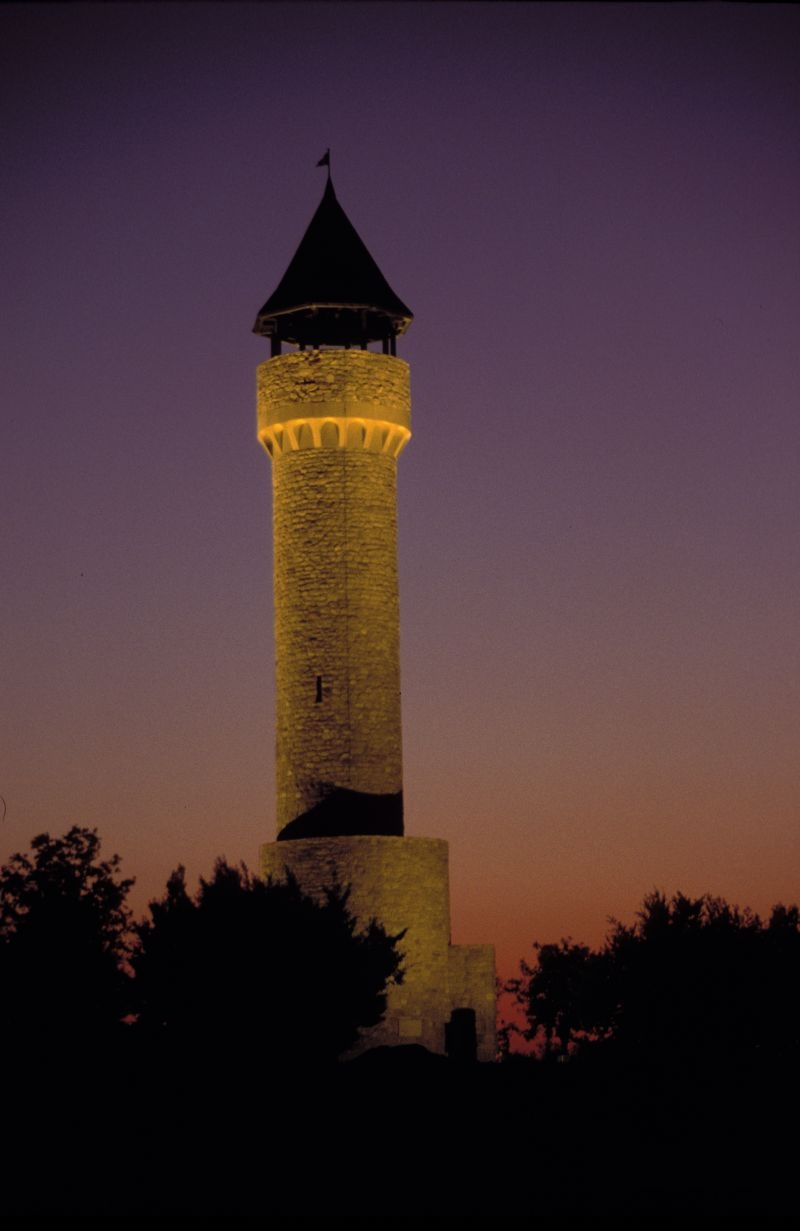
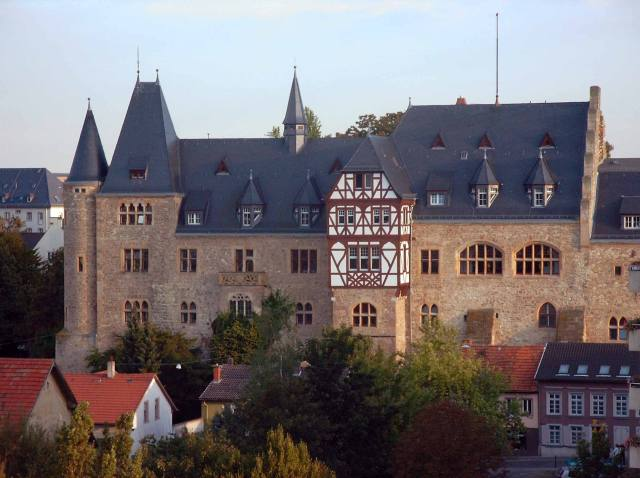
Замок
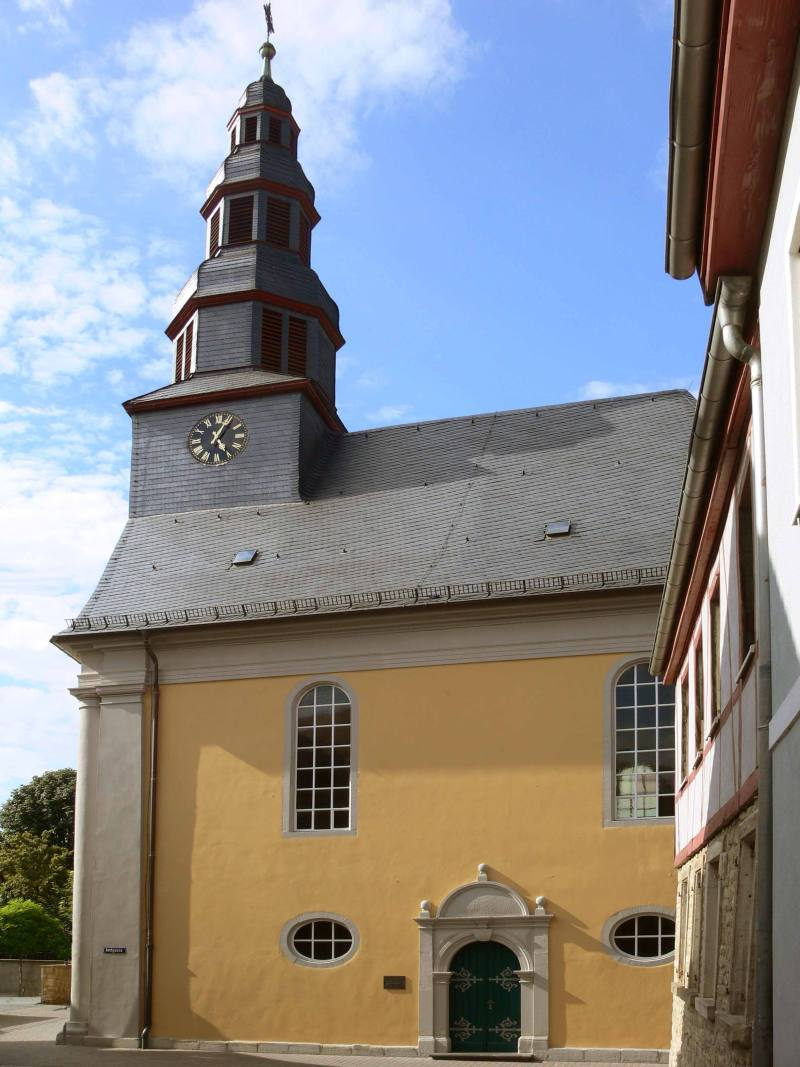
Церковь